# Ankilozirajoči spondilitis
Ankilozirajoči spondilitis (ali ankilozirajoči spondilartritis) je kronična sistemska vnetna revmatična bolezen, ki spada med artritise in pri kateri je prisotno dolgotrajno vnetje sklepov hrbtenice. Prizadene sakroiliakalna (križnično-črevnična) sklepa in hrbtenico, redkeje velike periferne sklepe; lahko so prizadeti tudi na primer kolk in rame. Na hrbtenici povzroči zakostenjevanje (osifikacijo) vezivnih struktur in pogosto ankilozo (bolezensko zatrdelost) medvretenčnih sklepov. Nekateri bolniki imajo tudi težave z očmi in prebavili. Značilen simptom ankilozirajočega spondilitisa je bolečina v hrbtu, ki se pogosto javlja v presledkih. Okorelost prizadetih sklepov se sčasoma praviloma slabša.
Vzrok bolezni ni pojasnjen, verjetno pa gre za preplet dednih in okolijskih dejavnikov. Pri večini bolnikov je prisoten antigen HLA-B27. Vzročni mehanizem je verjetno povezan z avtoimunim ali avtoinflamatornim dogajanjem. Diagnoza temelji predvsem na značilnih simptomih, v pomoč so pa tudi slikovne metode in krvne preiskave. Ankilozirajoči spondilitis je vrsta seronegativnih spondiloartropatij, kar pomeni, da v krvi ni zaznavnih protiteles proti revmatoidnem dejavniku.
Zdravljenja, ki bi povzročilo ozdravitev, ne poznamo, možno pa je lajšanje simptomov in preprečevanje napredovanja bolezni. Zdravljenje zajema zdravila, telesno vadbo, fizioterapijo, v redkejših primerih pa tudi operativni poseg. Med zdravili se uporabljajo nesteroidna protivnetna zdravila (NSPVZ), kortikosteroidi, imunomodulirajoči antirevmatiki (na primer sulfasalazin) in biološka zdravila (na primer zaviralci TNF).
Bolezen prizadene 0,1–1,8 % prebivalstva. Običajno nastopi v zgodnji odrasli dobi. Pogostnost bolezni je podobna pri obeh spolih. V preteklosti je veljalo, da je bolezen trikrat pogostejša pri moških, kar so ugotovili na osnovi diagnostike z rentgenskim slikanjem. Pri moških obstaja večja verjetnost za spremembe na kosteh, ki so jih prepoznali s takim slikanjem. Sčasoma se je v diagnostiki začelo uporabljati slikanje z magnetno resonanco, ki omogoča tudi prepoznavo vnetja, ki pa je pogostejše pri ženskah.  Bolezen so prvič opisali v 17. stoletju, vendar že okostja egipčanskih mumij kažejo na prisotnost ankilozirajočega spondilitisa.

## Znaki in simptomi
Značilen simptom ankilozirajočega spondilitisa je bolečina v hrbtu. Lahko se javlja v presledkih, običajno pa je bolečina stalna, pri gibanju pa se stanje za razliko od mehanično povzročene bolečine v hrbtu izboljša. Običajno najprej prizadene sakroiliakalna (križnično-črevnična) sklepa in hrbtenico, od tam pa bolečina seva v stegni in prsni koš. Redkeje velike periferne sklepe; lahko so prizadeti tudi na primer kolk in rame. Na hrbtenici povzroči zakostenjevanje (osifikacijo) vezivnih struktur in pogosto ankilozo (bolezensko zatrdelost) medvretenčnih sklepov.
Nekateri bolniki imajo tudi težave z očmi in prebavili. Pri 25 % bolnikov se pojavi vnetje očesne šarenice in ciliarnika (iridociklitis). Praviloma je prizadeto eno oko, ki je rdeče, zelo boleče, se solzi, je občutljivo na svetlobo, prisoten pa je moten vid.